# 2016 FA59
2016 FA59, também escrito como 2016 FA59, é um objeto transnetuniano que está localizado no cinturão de Kuiper, uma região do Sistema Solar. Ele possui uma magnitude absoluta de 7,3 e tem um diâmetro estimado de 153 km.

## Descoberta
2016 FA59 foi descoberto no dia 28 de março de 2016 pelo DECam.

## Órbita
A órbita de 2016 FA59 tem uma excentricidade de 0,133 e possui um semieixo maior de 44,650 UA. O seu periélio leva o mesmo a uma distância de 38,710 UA em relação ao Sol e seu afélio a 50,590 UA.